# 贵州远志
贵州远志（学名：Polygala dunniana）为远志科远志属下的一个种。

## 扩展阅读
- 維基物種上的相關：贵州远志